# Круті водії (фільм)
Круті водії (англ. High-Ballin') — канадський бойовик 1978 року.

## Сюжет
Рейн, незалежний водій вантажівки, допомагає своєму приятелю-далекобійникові Дюку протистояти хлопцям, які намагаються змусити водіїв-приватників працювати на місцевого монополіста вантажоперевезень.

## У ролях
- Пітер Фонда — Рейні
- Джеррі Рід — Дюк
- Хелен Шейвер — Пікап
- Кріс Віггінс — Король Керолл
- Кріс Ланжевен — Танкер
- Девід Феррі — Харві
- Гаррі Аткін — Базз
- Леслі Карлсон — Бад
- Мірна Лоррі — кантрі-співачка
- Мері Пірі — Вонетта
- Прайрі Ойстер — кантрі музикант
- Венді Тетчер — викрадач
- Арні Ахтман — Кий
- Ардон Бесс — поліцейський
- Джордж Бьюза — власник складу
- Алан Крофут — Кущі
- Лен Дончефф — Наклейка
- Джон Фрізен — Зображення
- Кей Хоутрі — Ма
- Майкл Хоган — Реджі
- Ерік Хаус — Слейтер
- Майкл Айронсайд — Буч
- Сек Ліндер — поліцейський
- Кріс Люм'єр — Фредді
- Брайан Насімок — комірник
- Пет Паттерсон — сторож
- Лінда Реннхофер — офіціантка
- Шеррі Росс — офіціантка
- Джон Раттер — Скід
- Стів Вестон — Сандоун

в титрах не вказані
- Кен Джеймс — водій вантажівки
- Майкл Стівенс — людина Харві 3